# NGC 4931
NGC 4931 је лентикуларна галаксија у сазвежђу Береникина коса која се налази на NGC листи објеката дубоког неба.
Деклинација објекта је + 28° 1' 55" а ректасцензија 13h 3m 1,1s. Привидна величина (магнитуда) објекта NGC 4931 износи 13,4 а фотографска магнитуда 14,4. NGC 4931 је још познат и под ознакама UGC 8154, MCG 5-31-114, CGCG 160-118, DRCG 27-164, PGC 45055.